# Pauselijke Universiteit Comillas
De Pauselijke Universiteit Comillas (Spaans: Universidad Pontificia Comillas) is een privé-universiteit gevestigd in Spanje, met de hoofdzetel in de Spaanse hoofdstad Madrid. De universiteit heeft campussen in Madrid en Ciempozuelos. De naam Comillas komt van de oorspronkelijke vestigingsplaats Comillas.

## Geschiedenis
Op 16 december 1890 werd het Seminario de San Antonio de Padua de Comillas opgericht in Comillas, Cantabrië, door Paus Leo XIII. Het seminarie was bedoeld om geestelijken op te leiden. In 1904 stond Paus Pius X het seminarie toe om voortaan academische graden in de filosofie, theologie en canoniek recht te gaan verstrekken. Daarmee werd het een pauselijke universiteit. De verhuizing naar Madrid vond plaats in 1969. Zeven jaar later gingen enkele andere academische instellingen in de universiteit op. Samen vormen ze de Pauselijke Universiteit Comillas. Tegenwoordig bestaat de universiteit uit vijf faculteiten, twee scholen en zes instituten.

## Bekendealumni
- Agustín Garcia-Gasco Vicente (1931-2011), kardinaal
- Florentino García Martínez (1942), godsdienstwetenschapper
- Enrique Barón Crespo (1944), politicus
- Elena van Spanje (1963), infante van Spanje
- María Fátima Báñez García (1967), politica